# Eyalato de Estambul
El Eyalato de Estambul fue un eyalato del Imperio otomano fundado en 1453, a raíz de lo poco que quedaba del Imperio bizantino. Estaba bajo la administración directa del gran visir y no había una estructura de beylicato o Sanjacado. Cubre la actual ciudad Estambul. Con el Tanzimat en 1864, se abolió el Eyalato de Estambul y se estableció en su lugar el Valiato de Estambul.